# Sông Ti Nam
Ti Nam (tiếng Trung: 卑南溪; bính âm: Pēinán Xī; Wade–Giles: Pei-nan hsi, Ti Nam khê) là một dòng sông tại Đài Loan. Sông có chiều dài 84,35 km, diện tích lưu vực là 1603,21 km². Toàn bộ lưu vực sông nằm trên địa giới của huyện Đài Đông và trở thành nguồn nước tưới tiêu chính cho huyện. Sông bắt nguồn từ Ti Nam Chủ Sơn cao 3293 mét và chảy về phía đông, đổ ra Thái Bình Dương.

## Phụ lưu
- Ti Nam
  - Lộc Dã
    - Lộc Minh
    - Tùng Phong
    - Ngõa Cương

  - Lộc Liêu
    - Gia Nã Thủy

  - Mộc Khanh
  - Trạc Thủy
  - Gia Nã Điển
  - Gia Lộc
  - Khám Đính
  - Gia Vũ
  - Hồng Thạch
  - Nê Thủy
  - Vạn An
    - Phú Hưng

  - Vũ Lạp Khố Tán
  - Tân Vũ Lã
    - Vụ Lộc
      - Lợi Đạo
      - Mã Lý Lan
      - Cáp Lý Bác Tùng
        - Mã Tư Bác Nhĩ

    - Đại Lôn